# Allegheny Uprising
Allegheny Uprising este un film american western din 1939 regizat de William A. Seiter. Rolurile principale au fost interpretate de actorii Claire Trevor și  John Wayne. Scenariul este bazat pe romanul din 1937 The First Rebel de Neil H. Swanson. Filmul este cunoscut în Regatul Unit ca The First Rebel.

## Prezentare
La începutul filmului se afișează următorul text: „Cu 16 ani înainte de Războiul de Independență  într-o vale din Pennsylvania, un grup de coloniști britanici au pus mana pe arme pentru apărarea libertății. Asta e povestea lui James Smith, a băieților negri și un capitol al istoriei de mult pierdut din Munții Allegheny”.

## Distribuție
- Claire Trevor -  Janie MacDougall
- John Wayne -  James Smith
- George Sanders - Capt. Swanson
- Brian Donlevy - Trader Ralph Callendar
- Wilfrid Lawson - "Mac" MacDougall
- Robert Barrat - Magistrate Duncan
- John F. Hamilton - the Professor
- Moroni Olsen - Tom Calhoon
- Eddie Quillan - Will Anderson
- Chill Wills - John M'Cammon
- Ian Wolfe - Mr. Poole
- Wallis Clark - Sgt. McGlashan
- Monte Montague - Magistrate Morris
- Olaf Hytten - General Gage
- Eddy Waller - Jailer in Carlisle
- Clay Clement - John Penn
- Earl Askam - One of Jim's Black Boys (nemenționat)
- Stanley Blystone - Settler at McDowell's Mill (nemenționat)
- Jess Cavin -  Colonial farmer (nemenționat)
- Forrest Dillon - One of Jim's Black Boys (nemenționat)
- Jesse Graves - Governor's servant (nemenționat)
- Lew Harvey - Settler at McDowell's Mill (nemenționat)
- Leyland Hodgson - Trial judge who protests (nemenționat)
- Noble Johnson - Captured Delaware Native American (nemenționat)
- Carl Knowles - One of Jim's Black Boys (nemenționat)
- Ethan Laidlaw - One of Jim's Black Boys (nemenționat)
- Tom London - Settler at McDowell's Mill (nemenționat)
- Robert McKenzie - Tavern cook (nemenționat)
- Charles Middleton - Dr. Stoke (nemenționat)
- Clive Morgan - English sergeant (nemenționat)
- Bud Osborne - One of Jim's Black Boys (nemenționat)
- Jack O'Shea - One of Callendar's men (nemenționat)
- Douglas Spencer - Prisoner in irons (nemenționat)

## Producție
Cheltuielile de producție s-au ridicat la 696.000$.
Filmul a fost colorat la sfârșitul anilor 1980 pe casete VHS. Noile copii pe DVD au apărut însă în varianta originală alb-negru.

## Primire
A avut încasări de 750.000$.